# Albatros B.I
O Albatros B.I foi um avião de reconhecimento militar biplano monomotor alemão projectado em 1913 e que esteve em serviço durante a Primeira Guerra Mundial.

## Design e desenvolvimento
Foi um avião de dois assentos com uma configuração convencional na qual o observador e o piloto se sentavam em duas cabines separadas. Foi desenvolvida uma nova versão em hidroavião cujo nome era W.I.

## História operacional
Os B.Is foram retirados da linha da frente em 1915 mas continuaram a ser usados como aviões de treino durante a Guerra.

## Utilizadores
Áustria-Hungria
- Kaiserliche und Königliche Luftfahrtruppen

 Bulgária
- Força Aérea da Bulgária

 Império Alemão
- Luftstreitkräfte
- Kaiserliche Marine

 Países Baixos
 Polónia
- A Força Aérea Polaca operou esse modelo depois da Guerra.

 Turquia
- Força Aérea Otomana

## Sobreviventes

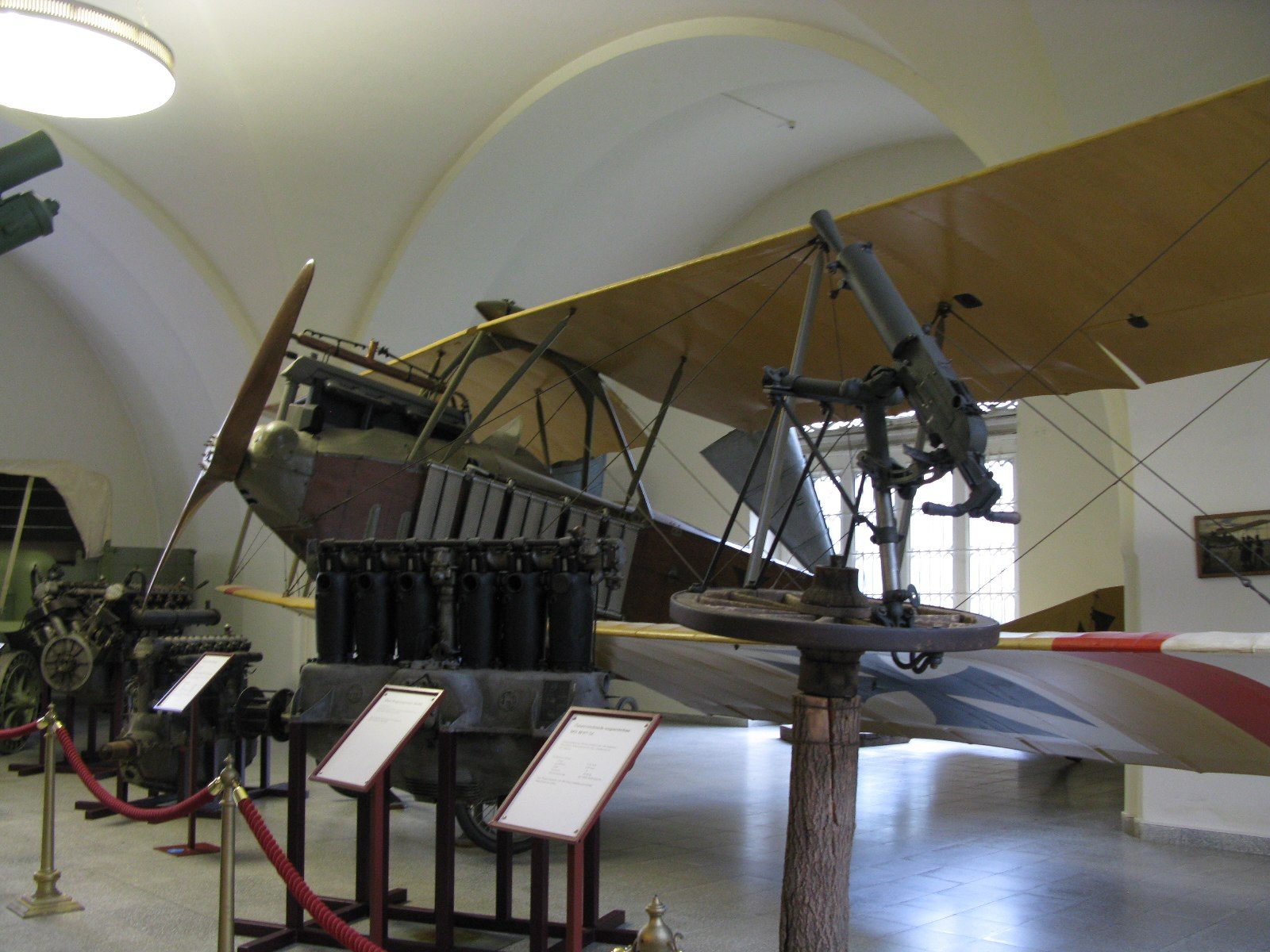
Um dos sobreviventes.

Um dos sobreviventes está preservado no Museu de Heeresgeschichtliche em Viena.

## Especificações (B.I)
Estas são as características do Albatros B.I

### Características gerais
- Tripulação: Dois, o piloto e o observador
- Comprimento: 8,575 m
- Envergadura: 14,48 m
- Altura: 3,15 m
- Área da asa: 43 m²
- Peso vazio: 747 kg
- Peso máximo na decolagem: 1.080 kg
- Motor: 1 x Mercedes D.I, um 6 cilindros em linha, refrigerado à água, de 100 hp.

### Desempenho
- Velocidade máxima: 105 km/h
- Alcance: 650 km
- Razão de Subida: 1,333 m/s